# Mahommedali Currim Chagla

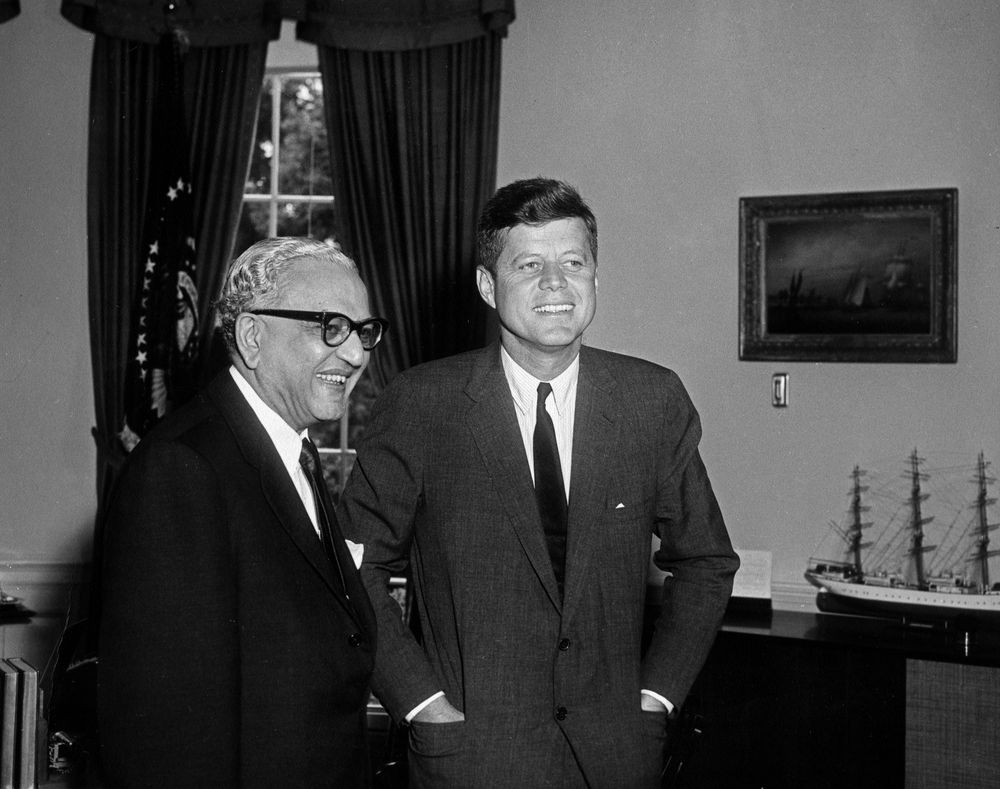
Mahommedali Currim Chagla mit Präsident John F. Kennedy

Mahommedali Currim Chagla (* 30. September 1900 in Bombay; † 9. Februar 1981 ebenda) war 
ein indischer Jurist, Diplomat und Politiker des Indischen Nationalkongresses (INC), der Präsident des Bombay High Court, Botschafter in verschiedenen Staaten sowie Erziehungs- und Außenminister Indiens war.

## Leben

### Rechtsanwalt und Richter
Chagla absolvierte nach dem Schulbesuch ein Studium der Rechtswissenschaften und war nach der anwaltlichen Zulassung als Rechtsanwalt tätig. Er übernahm 1927 eine Professur für Rechtswissenschaften am Government Law College (GLC) in Bombay. Daneben war er Sekretär des Vorsitzenden der Muslimliga Muhammad Ali Jinnah, einem der bekanntesten Freiheitskämpfer in Britisch-Indien und späteren Gründer Pakistans. 1928 wurde Motilal Nehru vom Indischen Nationalkongress mit der Ausarbeitung eine Verfassung Indiens auszuarbeiten, um damit eine indische Gegenposition zu dem Bericht der Simon-Kommission unter Vorsitz von John Allsebrook Simon zu beziehen, die 1927 eine Verfassungsreform für Britisch-Indien vorgelegt hatte. Der Nehru Report sah ein größtenteils einen Säkularismus für Indien vor, was von Jinnah jedoch abgelehnt wurde. Daraufhin gab Chagla seine Unterstützung und Tätigkeit für Jinnah und die Muslimliga auf. Anschließend war er wieder als Rechtsanwalt tätig, ehe er 1941 zum Richter am Bombay High Court, dem Obersten Gerichtshof von Bombay, bestellt wurde.
Chagla wurde nach der Souveränität Indiens vom Vereinigten Königreich 1947 Präsident des Bombay High Court und bekleidete dieses Amt bis 1958. Daneben fungierte er vom 14. Oktober bis zum 10. Dezember 1956 als Gouverneur von Bombay.

### Botschafter und Minister
Im Anschluss wurde er 1957 für ein Richteramt am Internationalen Gerichtshof in Den Haag nominiert, trat dieses Amt jedoch nicht an, da er zwischen 1958 und 1961 Botschafter in den USA war. Zugleich erhielt er in dieser Zeit eine Akkreditierung als Botschafter in Kuba sowie als Botschafter in Mexiko. 
Im April 1962 erfolgte seine Ernennung zum Hochkommissar im Vereinigten Königreich und war dort bis September 1963 tätig. Zeitgleich war er von April 1962 bis September 1963 als Botschafter in Irland akkreditiert.
Im September 1963 wurde Chagla von Premierminister Jawaharlal Nehru als Erziehungsminister (Union Minister for Education) in dessen Kabinett berufen und bekleidete diesen Ministerposten auch in den Kabinetten von dessen Nachfolgern Lal Bahadur Shastri und Indira Gandhi. Während des Kaschmir-Konflikts war er 1964 bis 1965 Leiter der Delagtion Indiens beim Sicherheitsrat der Vereinten Nationen in New York City.
Am 14. November 1966 ernannte Premierministerin Gandhi ihn als Nachfolger von Sardar Swaran Singh zum Außenminister von Indien (Union Minister for External Affairs). Bald darauf wurde er jedoch einer der eifrigsten Kritiker des zunehmend autoritäreren Regierungsstils der Premierministerin und wurde schließlich am 5. September 1967 als Außenminister entlassen, woraufhin die Premierministerin dieses Amt vorübergehend selbst übernahm. 
Für seine herausragenden Verdienste um die Menschenrechte wurde ihm 1978 der nationale UNESCO-Preis verliehen.

## Veröffentlichungen
- The Individual and the State, 1961
- An Ambassador Speaks. A Collection of Speeches, 1962
- Roses in December, Autobiografie, 1973, Neuauflage 1978